# Dead Silence (téléfilm, 1991)
Pour les articles homonymes, voir Dead Silence.

Dead Silence (ou Mort à Palm Springs ou Délit de fuite) est un téléfilm américain réalisé par Peter O'Fallon, diffusé en 1991 et en France sur la chaîne M6.

## Synopsis
Trois étudiantes et amies très proches partent en vacances en fin d'année scolaire à Palm Springs. Un soir un peu trop arrosé, dans le désert, elles renversent un vagabond.
Paniquées, les trois jeunes filles décident de cacher le corps dans un fossé. Avant de s'enfuir elles se promettent de garder le secret. Malheureusement, l'affaire va vite refaire surface...

## Distribution
- Renée Estevez
- Lisanne Falk (en)
- Carrie Mitchum
- Steven Brill